# Phobetes nigriventris
Phobetes nigriventris là một loài tò vò trong họ Ichneumonidae.